# Алисов, Борис Павлович
Бори́с Па́влович Али́сов (24 июля [5 августа] 1891, Малоархангельск, Орловская губерния — 26 ноября 1972, Москва) — советский климатолог, доктор географических наук, профессор МГУ.

## Биография
Родился в семье мелкопоместных дворян. Обучался в Курской гимназии. Старший брат Б. П. Алисова, Сергей Павлович Алисов (1881—1949) — врач, художник и скульптор (эмигрировал из России вскоре после Октябрьской революции). Его скульптуры украшали в свое время здание министерства обороны в Белграде. Когда Б. П. Алисов был 14-летним подростком, Сергей Павлович брал его с собой в Среднюю Азию на ликвидацию эпидемии холеры.
В 1911 году Б.П. Алисов поступил на физико-математический факультет Московского университета. В 1915 году ушёл на фронт и участвовал в Первой мировой войне. В конце 1917 года, после Октябрьской революции, был арестован и просидел месяц в тюрьме (о чем впоследствии в официальных документах не упоминал; свое дворянское происхождение также скрывал). Затем с 1917 по 1921 годы, в период Гражданской войны, служил поваром в Красной Армии.
С 1921 года вернулся к научной деятельности, занялся метеорологией. Научную деятельность начал с изучения климатических условий курортов Северного Кавказа, организовав в Кисловодске опорную актинометрическую станцию. В 1924 году опубликовал первые научные работы.
В 1931 году переехал в Москву и до 1941 года работал в Государственном геофизическом институте. В 1933 году начал педагогическую деятельность в Московском гидрометеорологическом институте, где заложил основы преподавания климатологии. В 1936 году получил степень кандидата географических наук, защитив диссертацию «Динамико-климатологический анализ в применении к задачам частной климатологии». В 1938 году был назначен заведующим кафедрой климатологии. В 1941 году защитил докторскую диссертацию «Генетическая классификация климатов» на географическом факультете Московского государственного университета. В ноябре 1941 года перешёл в МГУ на должность профессора кафедры общей физической географии географического факультета. В 1944—1958 годы — заведующий кафедрой метеорологии и климатологии МГУ.
Две дочери: филолог Алисова Т.Б., инженер Алисова Е.Б.
В честь Б. П. Алисова названа гора (гора Алисова, Курильские острова, остров Уруп, название присвоено в 1946—1949 гг.).

## Научная деятельность
В 1936 году предложил принципиально новую классификацию климата, основанную не на характеристиках климатических элементов (температура, влажность, радиационный фон, скорость ветра, количество осадков, испарение), а на динамике воздушных масс. Основные труды Алисова по географическим аспектам климатологии, в том числе по генетической классификации климатов земного шара и климатическому районированию. Исходя из существования четырёх основных географических типов воздушных масс, Алисов выделил четыре основных и три промежуточных климатических пояса.
Основные пояса:
- пояс экваториального воздуха;
- пояс тропического воздуха;
- пояс умеренных широт;
- пояс арктического и антарктического воздуха.

Промежуточные пояса:
- субэкваториальный;
- субтропический;
- субарктический.

В каждом типе выделяются континентальный и морской подтипы. Выполненное на основе этой классификации районирование территории бывшего СССР и других регионов Земли и поныне не потеряло своей ценности. Современные студенты-географы изучают климатологию по учебникам профессора Алисова.
Внедрял в климатологию методы расчета теплового и водного балансов, считая, что это поднимает климатологию на новую ступень и укрепляет физическую базу микроклиматологии. Занимаясь разработкой методики климатологического анализа для познания климата отдельных территорий, определял климат как «многолетний режим погоды», каждой территории свойственен свой «тип погоды», так как количественные характеристики каждого типа связаны с приходом радиации, условиями циркуляции (переносом и трансформацией воздушных масс) и физическими свойствами подстилающей поверхности. Анализ повторяемости и смены этих типов вместе со статистикой характерных для них режимов метеорологических элементов Алисов назвал географией погоды.

## Награды
- Награждён орденом Ленина (1954).
- Заслуженный деятель науки РСФСР (1961).

## Основные работы
- Алисов Б. П. Климатические области и районы СССР. — М.: Географгиз, 1947. — 212 с.[4]
- Алисов Б. П. Климатические области зарубежных стран. — М.: Географгиз, 1950. — 352 с.
- Алисов Б. П. и др. Курс климатологии (Учебное пособие для гос. университетов и гидромет. институтов). Ч. 1—3 / Авторы: Б. П. Алисов, И. А. Берлин, В. М. Михель; Под ред. Е. С. Рубинштейн. — Л.: Гидрометеоиздат, 1952—1954.
- Алисов Б. П. Климат СССР (учебное пособие для ВУЗов). — М.: Изд-во МГУ, 1956.
- Алисов Б. П., Полтораус Б. В. Климатология (учебник для ВУЗов). — М.: Изд-во МГУ, 1962. — 228 с. — 9000 экз.
- Климатические пояса и области (карта масштаба 1:80 000 000). — М., ГУГК, 1964.
- Алисов Б. П., Полтораус Б. В. Климатология (учебник для ВУЗов). — 2-е изд., перераб. и доп. — М.: Изд-во МГУ, 1974. — 300 с. — 9600 экз.